# Club Proyecto Tecamachalco
El Club Proyecto Tecamachalco fue un club de fútbol de México, con sede en Huixquilucan, Estado de México. Participaba en el Grupo 2 de la Serie B de la Segunda División de México.

## Historia
El equipo fue fundado en el año 2000. En el 2003 llegó a su primera final de la Segunda División de México y la pierde ante Delfines de Coatzacoalcos. La temporada 2011-12 llegó a las finales del torneo Apertura y Clausura, ambas finales las disputó contra Titanes de Tulancingo y en las dos fue derrotado. Para la siguiente temporada el equipo ya no participó en la segunda división debido a que la franquicia fue transformada en Alebrijes de Oaxaca en diciembre de 2012. Tras esto se mantuvo la franquicia de tercera división existiendo durante la temporada 2012-13 y cuando esta terminó el equipo fue rebautizado como Teca Universidad Tecnológica de Nezahualcoyotl para competir en la segunda división en donde solo estuvo durante dos temporadas y entonces desapareció en 2015.
Para el 2017 el equipo resurge cuando los dueños adquieren la franquicia de Colibríes de Malinalco.

## Estadio
En un principio el club no tenía estadio propio, por lo que durante unos años sus partidos como local fueron en diferentes estadios prestados. Desde el Torneo Apertura 2007 jugó sus partidos como local en el Estadio Neza 86 y a partir del 2014 se mudó al Estadio Alberto Pérez Navarro en Huixquilucan.

## Temporadas
Franquicia Colibries Malinalco
| Temporada     | División          | Posición      |
| ------------- | ----------------- | ------------- |
| Apertura 2017 | 4.Segunda Serie B | 10o. Grupo II |
| Clausura 2018 | 4.Segunda Serie B | 9o. Grupo II  |

## Palmarés
| Competición nacional  | Títulos | Subcampeonatos                                |
| --------------------- | ------- | --------------------------------------------- |
| Segunda Serie A (0/3) |         | Clausura 2003 , Apertura 2011 , Clausura 2012 |
| Ascenso Serie A (0/0) |         |                                               |

## Filiales
- Teca Huixquilucan
- Tecamachalco Sur